# Wafa Bellar
Wafa Bellar, née le 15 juin 1994, est une taekwondoïste tunisienne.

## Carrière
Wafa Bellar remporte la médaille de bronze dans la catégorie des moins de 67 kg aux championnats d'Afrique 2012 à Antananarivo et la médaille de bronze dans la catégorie des moins de 62 kg aux championnats d'Afrique 2014 à Tunis.